# Ministro de Estado (Irlanda)
Um Ministro de Estado (em irlandês: Aire Stáit), na Irlanda, é um ministro que está ligado a um ou mais Ministérios do Governo da República da Irlanda. Ao contrário dos Ministros de Governo que são nomeados pelo Presidente da Irlanda e sobre a nomeação do Taoiseach, com a prévia nomeação do Dáil Éireann, os Ministros de Estado são nomeados pelo Governo, sobre a nomeação do Taoiseach. O título Ministro de Estado é diferente e o seu papel é menor do que a de um Secretário de Estado.
O cargo de Ministro de Estado foi criado por uma Lei do Oireachtas em 1977, e entrou em vigor em 1978, sendo que ao abrigo da lei um Ministro de Estado pode exercer um direito ou poder do Ministro do Governo que apoia. O cargo foi criado para substituir o cargo de Secretário, a categoria menor de Ministros que existiu desde 1924 até 1978. Na versão original do acto de 1977, o número de Ministros de Estado limitou-se a 10, mas em 1980 este foi aumentado para 15, e em 1995 foi aumentado para 17, sendo que em 2007 foi elevado para o seu atual limite de 20.
O Taoiseach Brian Cowen convidou todos os 20 Ministros de Estado a demitir-se em 21 de abril de 2009. Ele re-nomeou um número reduzido de 15 Ministros no dia seguinte, quando o Dáil Éireann retomou os trabalhos após a Páscoa.